# レッグエクステンション
レッグエクステンション(Leg Extension)は、ウエイトトレーニングの種目の一つである。
トレーニングチューブ、もしくは専用のレッグエクステンションマシンを使用し、大腿四頭筋の筋力・筋量をアップさせるのに大きな効果がある。キック力を養成するため、サッカー選手などに人気のあるエクササイズである。
通常はコントラクト種目なので、トップポジションで静止するピーク・コントラクション法が有効である。
拮抗筋のハムストリングスが働かないため、膝を傷めやすい。高重量でのトレーニング、反動をつけたトレーニングは避ける。
ボディビルでは、この種目を先に行なってからスクワットやレッグプレスのような多関節種目を行う場合がある(事前疲労法)。

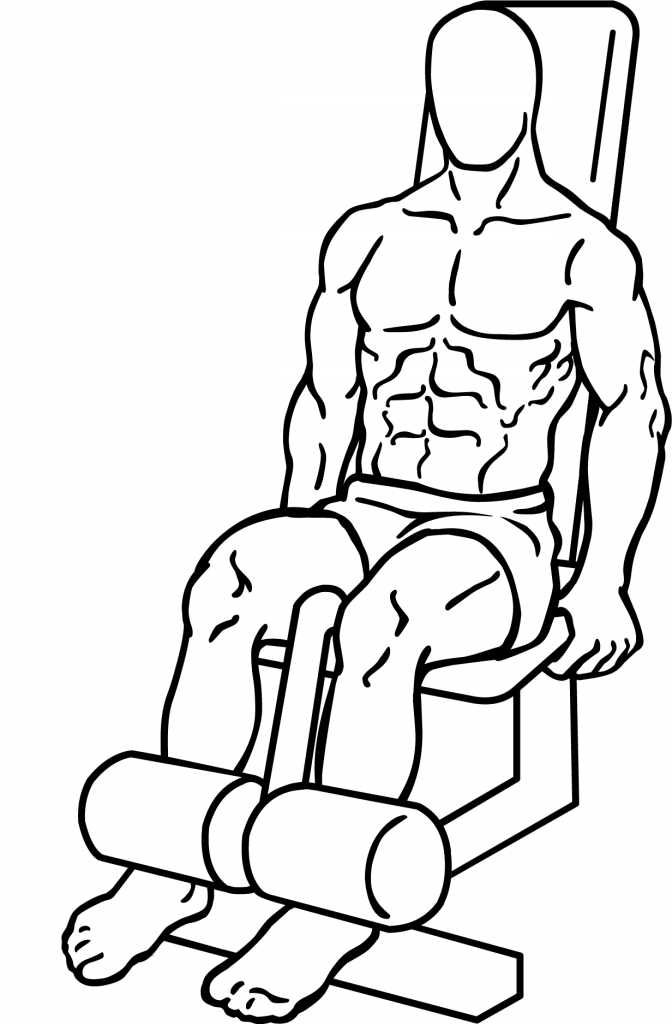
レッグ・エクステンション(スタート)

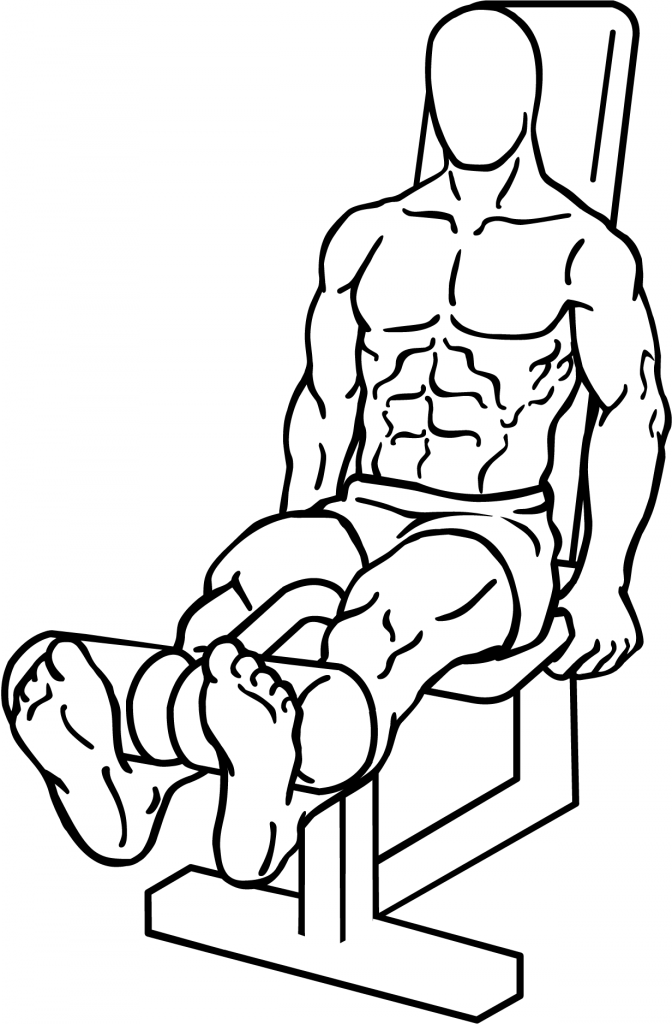
レッグ・エクステンション(フィニッシュ)

## 具体的動作

### レッグ・エクステンション
1. 自分の脚の長さに合わせてマシンのパッドと背もたれの位置を調節する。膝の位置とマシンの回転軸の位置を一致させ、シートに座る。
2. 息を吐きながら脚を伸ばしていく。足首を曲げて行うと大腿四頭筋を収縮させやすい。フィニッシュポジションではつま先を立てるようにする。
3. 脚を十分に伸ばしたら息を吸いながら元の姿勢に戻る。
4. 2~3を繰り返す。